# Етнопедіатрія
Етнопедіатрія — це галузь досліджень, присвячена вивченню практик виховання дітей у сім'ях у всьому світі та протягом усього часу. Ця відносно нова сфера базується на традиційних дисциплінах, таких як дослідження розвитку дитини, антропологія, психологія та педіатрія.

## Витоки
У жовтні 1994 року Керол М. Вортман провела семінар в Університеті Еморі, представивши цю нову галузь. У семінарі взяли участь учасники з психології, педіатрії, охорони здоров'я та антропології. Поштовхом стало зростаюче розуміння того, що охорону здоров'я можна зробити ефективнішою, якщо врахувати всі вагомі культурні впливи.

## Культурологічний аналіз
Етнопедіатрична перспектива аналізує вплив культури на здоров'я та благополуччя дитини, ставлячи такі запитання:
- Яке культурне ставлення та вірування щодо хвороб та здоров'я?
- Які культурні моделі звертання (чи не звертання) на симптоми хвороби?
- Який культурний досвід та знайомство (або його відсутність) з конкретною хворобою чи набором симптомів?
- Які у нього уявлення про етапи розвитку, через які проходять діти?
- Наскільки культура цінує дітей? І які аспекти розвитку найбільше цінуються (інтелект, моторика, вербальні навички тощо)[2]

## Конкретна мета
Конкретна мета етнопедіатрії полягає в тому, щоб покращити добробут дітей у всьому світі в спосіб, який відповідає місцевій культурі. Сприяючи біокультурній основі для розуміння благополуччя та розвитку дитини, сприяючи міждисциплінарному діалогу та аналізуючи інтереси окремої дитини в контексті навколишнього культурного, соціального та політичного середовища, сфера має потенціал для того, щоб краще інформувати політику громадського здоров'я і навіть безпосередньо впливати на переважаючу практику догляду за дітьми.